# IC 1152
IC 1152 ist eine elliptische Galaxie vom Hubble-Typ E0 im Sternbild Herkules am Nordsternhimmel. Sie ist schätzungsweise 270 Mio. Lichtjahre von der Milchstraße entfernt und hat einen Durchmesser von etwa 95.000 Lj. 

Im selben Himmelsareal befindet sich u. a. die Galaxie IC 1153.
Das Objekt wurde am 4. Juli 1888 von Lewis Swift entdeckt.